# (31176) 1997 XL9
1997 أكس أل 9 (ويعرف أيضًا باسم (31176) 1997 أكس أل 9 وفق تسمية الكوكب الصغير) (بالإنجليزية: 1997 XL9)‏ هو كويكب ضمن حزام الكويكبات؛ وترتيبه 31176 من حيث الاكتشاف.
اكتُشف هذا الجُرم الفلكي بواسطة تاكيشي أوراتا ‏ في 2 ديسمبر 1997.

## وصلات خارجية
- (31176) 1997 XL9 في قاعدة بيانات مختبر الدفع النفاث لأجرام النظام الشمسي الصغيرة

- الاكتشاف · مخطط المدار ·  العناصر المدارية · المعلمات المادية

- (31176) 1997 XL9 على موقع ويكي سكاي: DSS2, SDSS, GALEX, IRAS, Hydrogen α, X-Ray, Astrophoto, Sky Map, Articles and images